# Bayerische Staatsbibliothek
De Bayerische Staatsbibliothek, vaak eenvoudig BSB genoemd, is een wetenschappelijke bibliotheek te München ontstaan uit de in 1558 gestichte hofbibliotheek van de hertogen van Beieren. Sinds 1919 heeft de bibliotheek de huidige naam. De Bayerische Staatsbibliothek is met 10 miljoen boeken de op een na grootste bibliotheek van Duitsland.

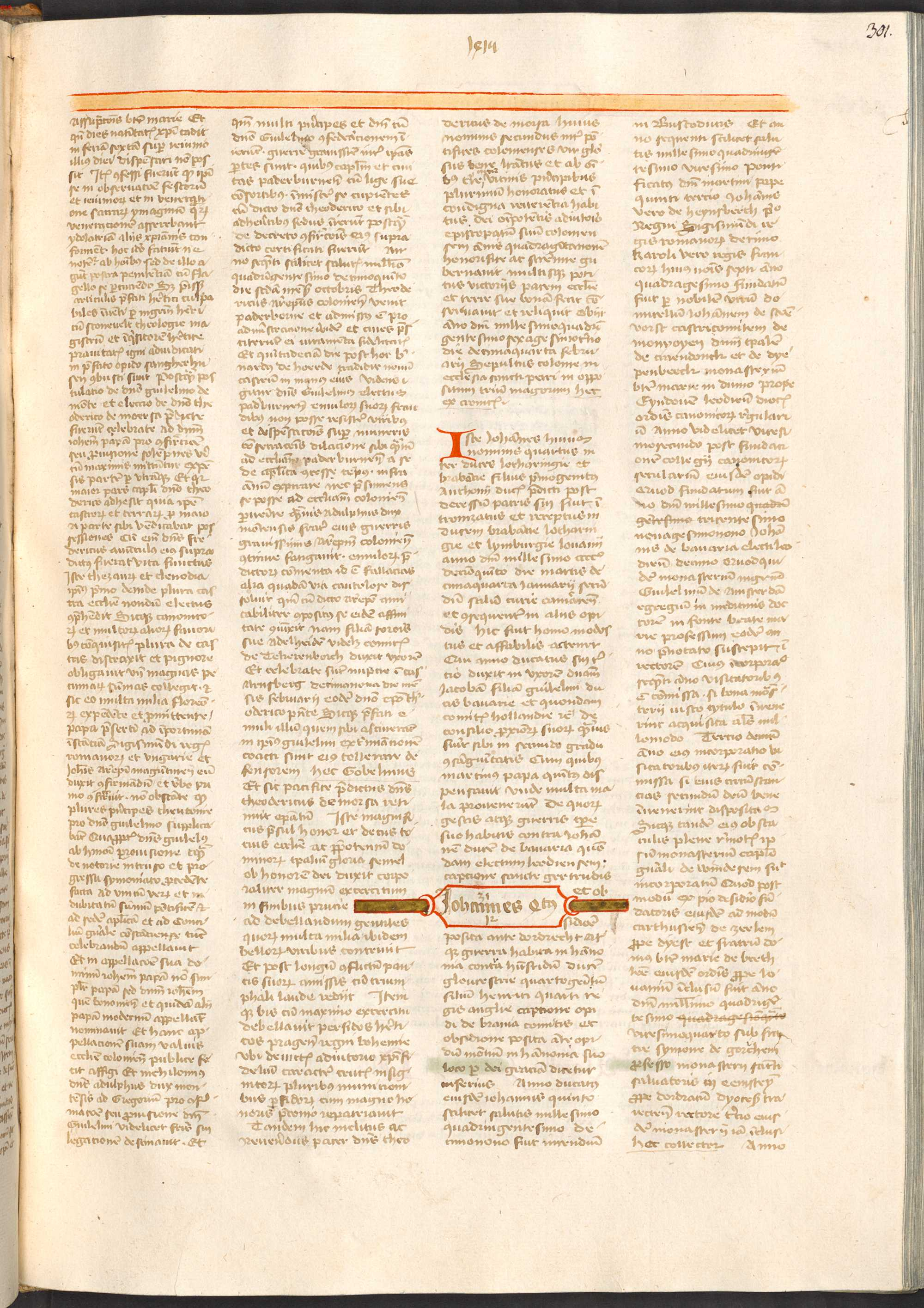
Een in digitale vorm beschikbare bladzijde uit een handschrift (Florarium Temporum) uit de Bayerische Staatsbibliothek

De hofbibliotheek bevond zich vanaf 1558 in de residentie van de hertogen. In 1571 kocht hertog Albrecht V de collectie van Jakob Fugger, die zelf de rijke privébibliotheek van de Neurenbergse humanist Hartmann Schedel had verworven. Na de secularisatie van 1803 kwamen de boeken van vele Beierse kloosters naar München, bijvoorbeeld het handschrift van de Carmina Burana uit Benediktbeuern. Ook bewaart men het handschrift "A" van het Nibelungenlied. De Bayerische Staatsbibliothek bezit eveneens een exemplaar van de Gutenbergbijbel en het enige vrijwel complete middeleeuwse handschrift van de Babylonische Talmoed. Sinds 1663 krijgt de bibliotheek op grond van een wettelijke depotplicht twee exemplaren van elk in Beieren gedrukt werk. Tussen 1842 en 1843 werd de huidige bibliotheek aan de Ludwigstrasse gebouwd naar een ontwerp van Friedrich von Gärtner. Bij bombardementen in 1943 werden het gebouw en de collecties zwaar beschadigd. Nadien werd het gebouw verschillende malen vergroot. In 1988 werd een groot depot te Garching in gebruik genomen. In het hoofdgebouw van de Bayerische Staatsbibliothek is ook de Monumenta Germaniae Historica ondergebracht.
De Bayerische Staatsbibliothek is een zogeheten Landesbibliothek. De bibliotheek verzamelt met name werken over geschiedenis en muziek. Zo bewaart men bijvoorbeeld partituren van componisten als Orlandus Lassus en Richard Strauss. De collectie incunabelen (drukken van vóór 1501) in deze bibliotheek is met 18.500 verschillende drukken de grootste ter wereld. Onder de Bayerische Staatsbibliothek ressorteren sinds enige jaren ook de andere Staatsbibliotheken in Beieren. Behalve over een online-catalogus presenteert men ook verschillende bronnen in digitale vorm op het internet.